# Рожняти (Куявсько-Поморське воєводство)
Рожняти (пол. Rożniaty, нім. Barnefeld) — село в Польщі, у гміні Крушвиця Іновроцлавського повіту Куявсько-Поморського воєводства.
Населення — 71 особа (2011).
У 1975-1998 роках село належало до Бидгощського воєводства.

## Демографія
Демографічна структура станом на 31 березня 2011 року:
|          | Загалом | Допрацездатний вік | Працездатний вік | Постпрацездатний вік |
| -------- | ------- | ------------------ | ---------------- | -------------------- |
| Чоловіки | 33      | 6                  | 25               | 2                    |
| Жінки    | 38      | 6                  | 19               | 13                   |
| Разом    | 71      | 12                 | 44               | 15                   |